# Centrum (Almere)
Centrum is een wijk in de Nederlandse stad Almere. De wijk, gelegen in het stadsdeel Almere Stad, grenst aan de Stedenwijk, Filmwijk, Staatsliedenwijk en het Weerwater. In deze wijk bevindt zich het grootste winkelgebied van Almere. Op 1 januari 2023 telde de wijk 5.820 inwoners, verdeeld over 2.745 woningen, op een oppervlakte van 1,01 km².
Een deel van het Centrum, bij de Citadel, heeft voetgangersstraten en -pleinen met hoogteverschillen die overbrugd worden door hellingen, trappen en roltrappen. Onder de hogere delen liggen de Kralingtunnel, en evenwijdig daaraan een busbaan, beide op maaiveldniveau. De Citadel is een combinatie van vier huizenblokken die samen een vierkant vormen, met twee kruisende voetgangersstraten met winkels erdoor. De gevels boven de winkels zijn bruin in een karakteristieke horizontaal geribbelde structuur, zowel rond het vierkant als in de twee straten er doorheen. Aan een deel van de buitenzijde van het vierkant zijn dit muren van woningen. Van boven is te zien dat de daken van de winkels tussen de woningen bedekt zijn met gras; ze zijn ook deels golvend.
Aan de noordzijde buiten het vierkant van de Citadel is er een plein op het verhoogde niveau dat via een trap en roltrappen toegang biedt op een straat (Belfort) op een nog hoger niveau, met voor de omgekeerde richting ook een glijbaan.

## Bezienswaardigheden
- Citadel - Christian de Portzamparc
- Kunstlinie Almere Flevoland - Kazuyo Sejima en Ryue Nishizawa
- Silverline Woontoren in het stadshart.

## Openbaar vervoer
Het centrum van Almere wordt doorsneden door busbanen. In het centrum bevindt zich ook station Almere Centrum van de NS. Almere Centrum heeft vier bushaltes waar de volgende lijnen stoppen:
- Flevoziekenhuis  M5   M7   M8  216  N22   N23
- Passage  M1   M4  150  326
- Stadhuisplein  M1   M4   M5   M7   M8  150 216  326   N22   N23
- Station Centrum  M1   M2   M3   M4   M5   M6   M7   M8  150 216  326   N22   N23

Klik hier voor alle bussen en treinen bij station Centrum.

### Metrobussen
| Lijn | Lijn                | Route                                  | Via | Opmerkingen |
| ---- | ------------------- | -------------------------------------- | --- | --- |
| M1   | Havenmetro          | Station Centrum - Haven                | Stedenwijk, Busstation ’t Oor, De Steiger, De Gouwen, De Wierden, De Hoven, Centrum, De Werven, De Meenten, De Grienden, De Marken, De Steiger                       | Rijdt in Haven vanaf De Steiger afwisselend linksom of rechtsom, rijdt bij Station Centrum verder als buslijn M2 . Rijdt op zaterdag 24 uur per dag op de hele route.                               |
| M2   | Buitenmetro         | Station Centrum - Stripheldenbuurt     | Staatsliedenwijk, Waterwijk, Bouwmeesterbuurt, Molenbuurt, Station Buiten, Seizoenenbuurt, Oostvaardersbuurt, Station Oostvaarders, Sieradenbuurt                    | Rijdt tussen Station Almere Oostvaarders en Stripheldenbuurt in een lagere frequentie, rijdt bij Station Centrum verder als buslijn M1 . Rijdt op zaterdag 24 uur per dag op een deel van de route. |
| M3   | Muziekmetro         | Station Centrum - Componistenpad       | Staatsliedenwijk, Kruidenwijk, Muziekwijk, Station Muziekwijk | |
| M4   | Poortmetro          | Station Centrum - Station Poort        | Stedenwijk, Componistenpad, Station Muziekwijk, Literatuurwijk, Hogekant, Homeruskwartier, Columbuskwartier, Europakwartier                                          | |
| M5   | Dansmetro           | Station Centrum - Station Parkwijk     | Flevoziekenhuis, Filmwijk, Danswijk, Parkwijk | |
| M6   | Noorderplassenmetro | Station Centrum - Noorderplassen       | Staatsliedenwijk, Kruidenwijk | |
| M7   | Parkmetro           | Station Centrum - Station Oostvaarders | Flevoziekenhuis, Filmwijk, Parkwijk, Station Parkwijk, Tussen de Vaarten, Landgoederenbuurt, Faunabuurt, Bloemenbuurt, Station Buiten, Regenboogbuurt, Eilandenbuurt | Rijdt op zaterdag 24 uur per dag op een deel van de route. |
| M8   | Nobelhorstmetro     | Station Centrum - Nobelhorst           | Flevoziekenhuis, Filmwijk, Parkwijk, Station Parkwijk, Tussen de Vaarten, Sallandsekant                                                                              | |

### R-net
| Lijn | Route                                   | via                                                                                               | Opmerking                 |
| ---- | --------------------------------------- | ------------------------------------------------------------------------------------------------- | ------------------------- |
| 326  | Almere, Station Centrum - Blaricum, P+R | Almere Stad (Stedenwijk, Busstation ’t Oor, Veluwsekant), Almere Hout (De Kemphaan, Stichtsekant) | Rijdt niet in het weekend |

### RRReis
| Lijn | Route                                         | Via                                                   | Opmerkingen                                                                                    |
| ---- | --------------------------------------------- | ----------------------------------------------------- | ---------------------------------------------------------------------------------------------- |
| 150  | Almere, Station Centrum - Zeewolde, Mast      | Stedenwijk, Busstation ’t Oor, De Kemphaan, De Eemhof | Rijdt zeven keer per dag in een onregelmatige frequentie, 1x per 2 uur.                        |
| 216  | Almere, Station Centrum - Harderwijk, Station | Filmwijk, De Kemphaan, Zeewolde                       | SnelRRReis. Rijdt niet in het weekend. Tussen Station Centrum en Filmwijk geen lokaal vervoer. |

### nightGo
| Lijn | Route                                                 | Via | Opmerkingen                    |
| ---- | ----------------------------------------------------- | --- | ------------------------------ |
| N22  | Almere, Station Buiten - Amsterdam, Leidseplein       | Almere Buiten (Bloemenbuurt, Faunabuurt, Landgoederenbuurt), Almere Stad (Tussen de Vaarten, Sallandsekant, Danswijk, Parkwijk, Station Parkwijk, Parkwijk, Filmwijk, Flevoziekenhuis, Station Centrum, Staatsliedenwijk, Kruidenwijk, Muziekwijk, Station Muziekwijk, Componistenpad, Station Muziekwijk, Literatuurwijk, Hogekant), Almere Poort (Middenkant, Homeruskwartier, Columbuskwartier, Europakwartier, Station Poort), Muiden (P+R), Amsterdam (Brinklaan, Middenweg, Amstelstation) | Rijdt alleen op zaterdagnacht. |
| N23  | Almere, Station Centrum - Amsterdam, Centraal Station | Almere Stad (Flevoziekenhuis, Filmwijk, Veluwsekant, Busstation ’t Oor), Muiden (P+R) | Rijdt alleen op zaterdagnacht. |